# Ry (Francja)
Ry – miejscowość i gmina we Francji, w regionie Normandia, w departamencie Sekwana Nadmorska.
Według danych na rok 1999 gminę zamieszkiwało 605 osób, a gęstość zaludnienia wynosiła 105 osób/km² (wśród 1421 gmin Górnej Normandii Ry plasuje się na 386. miejscu pod względem liczby ludności, natomiast pod względem powierzchni na miejscu 635.).

## Linki zewnętrzne

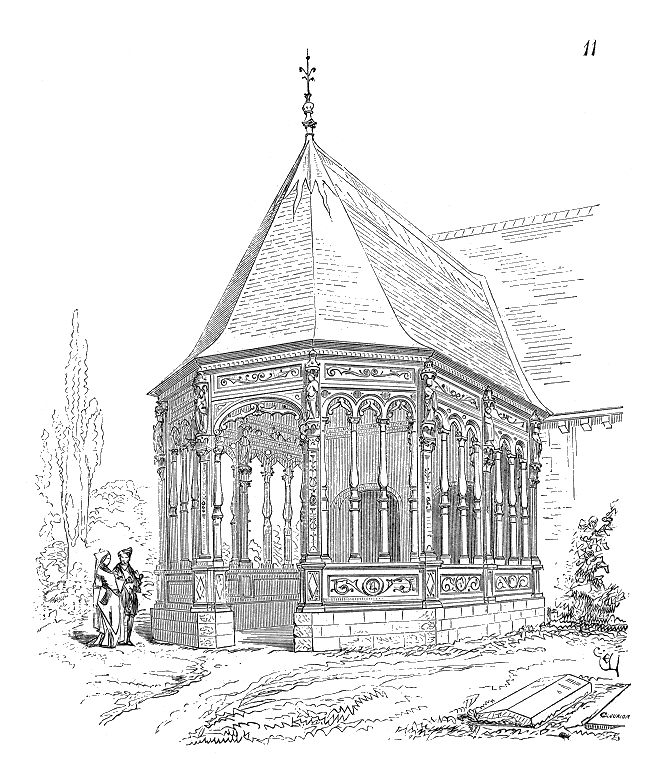
Saint-Sulpice